# Bokod (Filipijnen)
Bokod is een gemeente in de Filipijnse provincie Benguet op het eiland Luzon. Bij de laatste census in 2007 had de gemeente bijna 13 duizend inwoners.

## Geografie

### Bestuurlijke indeling
Bokod is onderverdeeld in de volgende 10 barangays:
- Ambuclao
- Bila
- Bobok-Bisal
- Daclan
- Ekip
- Karao
- Nawal
- Pito
- Poblacion
- Tikey

## Demografie
Bokod had bij de census van 2007 een inwoneraantal van 12.913 mensen. Dit zijn 1.208 mensen (10,3%) meer dan bij de vorige census van 2000. De gemiddelde jaarlijkse groei komt daarmee uit op 1,36%, hetgeen lager is dan het landelijk jaarlijks gemiddelde over deze periode (2,04%). Vergeleken met de census van 1995 is het aantal mensen met 2.387 (22,7%) toegenomen.

De bevolkingsdichtheid van Bokod was ten tijde van de laatste census, met 12.913 inwoners op 275 km², 47 mensen per km².